# Scatopse chinensis
Scatopse chinensis är en tvåvingeart som beskrevs av Cook 1957. Scatopse chinensis ingår i släktet Scatopse och familjen dyngmyggor. Inga underarter finns listade i Catalogue of Life.